# Пруды (Ленинградская область)
Пруды (до 1948 года Калалампи, фин. Kalalampi) — посёлок в Каменногорском городском поселении Выборгского района Ленинградской области.

## Название
В переводе с финского топоним Калалампи означает «Рыбный пруд».
Зимой 1948 года деревне Калалампи было присвоено новое наименование — Пруды. Переименование было закреплено указом Президиума ВС РСФСР от 13 января 1949 года.

## История

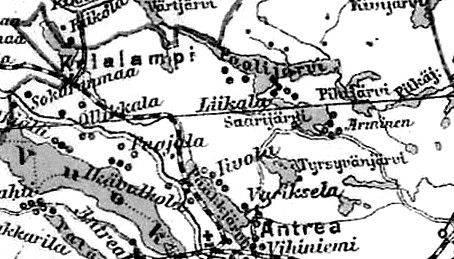
Деревня Калалампи на финской карте 1923 года

До 1939 года деревня Калалампи входила в состав волости Яаски Выборгской губернии Финляндской республики.
С 1 января 1940 года — в составе Карело-Финской ССР.
С 1 июля 1941 года по 31 мая 1944 года финская оккупация.
С 1 декабря 1944 года — в составе Яскинского сельсовета Яскинского района.
С 1 октября 1948 года — в составе Лесогорского сельсовета Лесогорского района.
С 1 января 1949 года учитывается административными данными как деревня Пруды. 
В 1958 году население деревни составляло 218 человек.
С 1 декабря 1960 года — в составе Выборгского района.
С 1 января 1963 года в подчинении Каменногорского горсовета, подчинённого Выборгскому горсовету.
С 1 января 1965 года в подчинении Каменногорского горсовета. 
По данным 1966, 1973 и 1990 годов посёлок Пруды находился в подчинении Каменногорского горсовета.
В 1997 году в посёлке Пруды Каменногорского горсовета проживали 1004 человека, в 2002 году — 961 человек (русские — 92 %).
В 2007 году в посёлке Пруды Каменногорского ГП проживали 990 человек, в 2010 году — 1012 человек.

## География
Посёлок расположен в северной части района на автодороге 41К-444 (подъезд к пос. Пруды).
Расстояние до административного центра поселения — 7 км. 
В посёлке расположена железнодорожная станция Пруды.
Посёлок находится на западном, южном и восточном берегах озера Рыбное. 

## Демография
| 2007 | 2010  | 2017 | 2021  |
| ---- | ----- | ---- | ----- |
| 990  | ↗1012 | ↘997 | ↗1035 |

## Фото

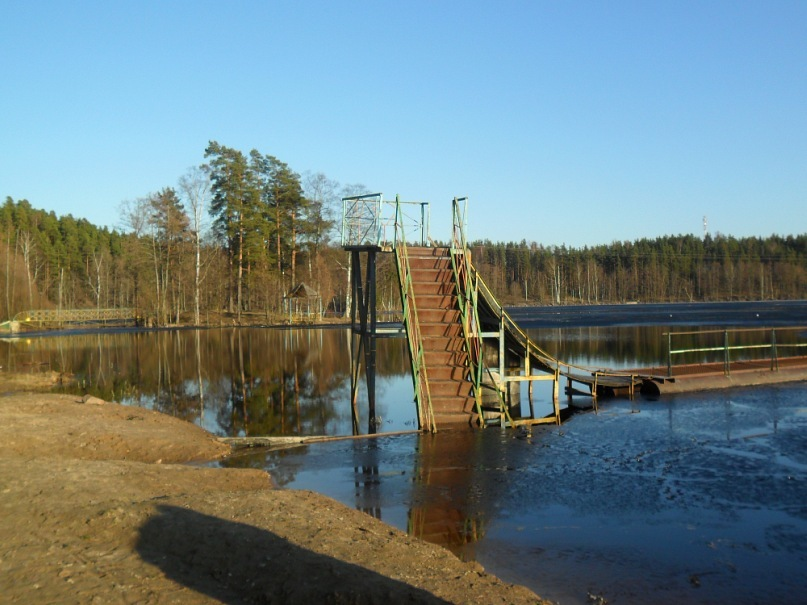
Пляж

## Улицы
1-я Лесная, Горная, Гранитная, Железнодорожная, Заозёрная, Лесная, Лесной переулок.